# Walter A. McDougall
Walter A. McDougall (Washington, 3 dicembre 1946) è uno storico statunitense.

## Biografia
Nato a Washington, figlio di D. Stewart e Carol (Bruggeman) McDougall, ottenne una bachelor of Arts dall'Amherst College, e successivamente una Ph.D. dall'University of Chicago nel 1974.
Sposò Elizabeth Swope, i due divorziarono nel 1979.
Nel 1986 venne premiato con il premio Pulitzer per la storia per The Heavens and the Earth: A Political History of the Space Age. Dalla nuova moglie, Jonna Van Zanten, ebbe due figli.

## Opere
- The Heavens and the Earth: A Political History of the Space Age
- Throes of Democracy: The American Civil War Era, 1829–1877